# Franz-Joseph Müller von Reichenstein
Franz-Josef Müller von Reichenstein (ur. 4 października 1742 w Poysdorf, zm. 12 października 1825 w Wiedniu) – mineralog austriacki przełomu XVIII i XIX wieku, odkrywca telluru (1872) (niezależnie od Pála Kitaibela).
Studiował filozofię w Wiedniu, zaliczył także kursy w dziedzinie mineralogii oraz górnictwa. W roku 1768 otrzymał stanowisko markszajdera (czyli mierniczego górniczego), a dziesięć lat później posadę dyrektora kopalni. W tymże roku 1788 otrzymał stanowisko radcy, a następnie także tytuł barona (Freiherr) (1820). Odkrywca złóż turmalinu (1778) w Zillertal. Burmistrz tyrolskiego miasta Schwaz słynącego wówczas z wydobycia srebra i miedzi.
Miejsce i data urodzin nie całkowicie pewne.

## Literatura
- K. Benda: Müller von Reichenstein Franz Josef Frh.. In: Österreichisches Biographisches Lexikon 1815–1950 (ÖBL). Band 6, Verlag der Österreichischen Akademie der Wissenschaften, Wien 1975, ISBN 3-7001-0128-7, S. 431.
- Wilhelm von Gümbel: Müller von Reichenstein, Franz Joseph. In: Allgemeine Deutsche Biographie (ADB). Band 22, Duncker & Humblot, Leipzig 1885, S. 702.
- Ferenc Szabadváry: Müller von Reichenstein, Franz Josef. In: Neue Deutsche Biographie (NDB). Band 18, Duncker & Humblot, Berlin 1997, ISBN 3-428-00199-0, S. 372 f. (Digitalisat).
- Constantin von Wurzbach: Müller Freiherr von Reichenstein, Franz Joseph. In: Biographisches Lexikon des Kaiserthums Oesterreich. 19. Theil. Kaiserlich-königliche Hof- und Staatsdruckerei, Wien 1868, S. 345–347 (Digitalisat).
- Gothaisches genealogisches Taschenbuch der freiherrlichen Häuser auf das Jahr 1866. Sechzehnter Jahrgang, S. 736